# مارنديز (صحرا بردسكن)
مارندیز (بالفارسية: مارندیز) هي قرية تقع في إيران في قسم صحرا الريفي. يقدر عدد سكانها بـ 651 نسمة .